# Route 359 (Nouvelle-Écosse)
Pour les articles homonymes, voir Route 359.
La route 359 est une route secondaire de la Nouvelle-Écosse d'orientation nord-sud située dans le sud-ouest de la province, au nord de Kentville. C’est une route faiblement empruntée, reliant Kentville à Halls Harbour. Elle mesure 16 kilomètres et est asphaltée sur l'entièreté de son tracé.

## Tracé
La route 359 débute juste au nord de Kentville, sur la route 341, l'avenue Nichols. Elle se dirige vers le nord-ouest pendant 15 kilomètres en traversant notamment Centreville, où elle croise la route 221. Elle se termine alors qu'elle entre dans le petit village pêcheur de Halls Harbour.

## Communautés traversées

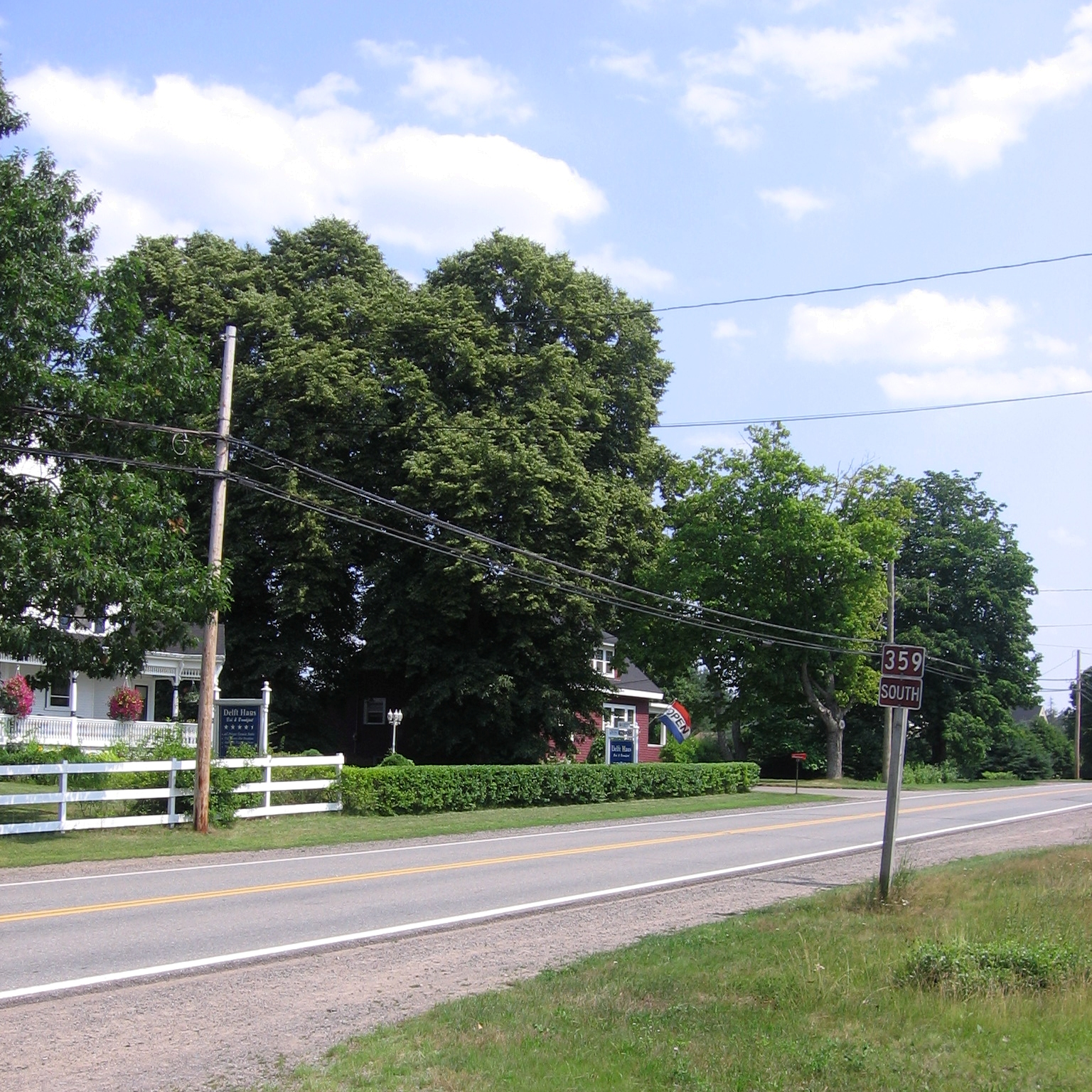
La route 359 à Centreville.

1. Kentville
2. Steam Mill Village
3. Centreville
4. East Halls Harbour Road
5. Halls Harbour